# Ranunculus propinquus
Ranunculus propinquus är en ranunkelväxtart. Ranunculus propinquus ingår i släktet ranunkler, och familjen ranunkelväxter.

## Underarter
Arten delas in i följande underarter:
- R. p. glabriusculus
- R. p. propinquus
- R. p. pseudograndis
- R. p. subangustifidus
- R. p. subborealis